# Alemani
Alemani so bili germanska zveza plemen, ki so živeli okoli zgornje Majne, reke, ki je ena največjih pritokov Rena na ozemlju, ki je danes del Nemčije. Prvi jih je omenil zgodovinar Kasij Dion v zvezi z vojsko Karakale, ki je vladal Rimskemu cesarstvu od 211–217 in jih je premagal. Narava te zveze in njihove prejšnje plemenske povezave so nedoločene. Po naravi so bili napadalni, kadar so le mogli, so napadli rimsko provinco Gornjo Germanijo. Za zgled so jim bili Franki, ki so bili prva germanska plemenska zveza in so ustavili Rimljane pri napredovanju na sever v dolino reke Ren ter osvojili rimsko provinco Spodnjo Germanijo.
Od 1. stoletja je bil Ren meja med rimsko Galijo in plemensko Germanijo. Tu so se naselili germanski narodi, Kelti in pomešana germansko-keltska plemena. Rimljani so ozemlje razdelili v dve okrožji: Gornjo in Spodnjo Germanijo (Germania Superior in Germania Inferior) vzdolž gornjega in spodnjega Rena. Gornja Germanija je vključevala regijo med gornjim Renom in gornjo Donavo, regijo Schwarzwald, ki je bila takrat mnogo večja. Rimljani so jo imenovali Agri decumates  ("Polja decumates"), ime je neznanega izvora. Nekateri so ta izraz prevedli kot "deset kantonov", a katerih, ni znano. Zunanja rimska utrjena meja okoli Spodnje Germanije se je imenovala gornjegermanski limes .
Številni alemanski bojevniki so pogosto prečkali limes in napadali Gornjo Germanijo ter se pomikali na njena območja. Kot konfederacija so od 5. stoletja naselili Alzacijo in se razširili na območje Švice, dele današnje Bavarske in Avstrije ter v 8. stoletju prišli do alpskih dolin.
V delu Historia Augusta piše, da se je ta konfederacija v 3. stoletju imenovala Germani. Prokul, rimski uzurpator, je  leta 280 s pomočjo svoje gverile premagal Alemane. Alemani so postali narod Alemanije, ki je bila včasih neodvisna, a so ji pogosteje vladali Franki. V francoščini se Nemčiji reče Allemagne, v španščini Alemania, kar je povezano s tedanjim majhnim germanskim narodom.
Območje Alemanov se je ves čas menjavalo in je bilo sestavljeno iz številnih okrožij, kar je bila posledica njihovega mešanega izvora. V zgodnjem srednjem veku je bilo njihovo ozemlje porazdeljeno med škofijami v Strasbourgu, ki datira v leto 614, Augsburgu od leta 736, Mainzu, nadškofija od 745, ter Baslu od leta 805. Pod Karlom Velikim je nastala Vojvodina Alemanija v Švabski. Današnji nasledniki Alemanije so v štirih današnjih državah oziroma deželah: Francija (Alzacija), Nemčija (Švabska in del Bavarske), Švica in Avstrija, v teh regijah govorijo posebno nemško narečje.

## Jezik
Nemščina, ki se danes govori na območju nekdanjih Alemanov, se imenuje alemanščina in je v podskupini visokonemških jezikov. Alemanska runska pisava na pforzenski sponki je najzgodnejši dokaz starega visokonemškega jezika. Visokonemški premik soglasnikov verjetno izhaja iz 5. stoletja iz Alemanije ali od Langobardov. Narečje, ki so ga pred tem govorila alemanska plemena, se je nekoliko razlikovalo od jezika drugih zahodnogermanskih narodov.

## Izvor

### Ime
Gaj Azinij Kvadrat (sredi 6. stoletja je navajal bizantinskega zgodovinarja Agatija) je napisal, da njihovo ime pomeni "vsi ljudje". Kaže, da so jih sestavljala različna germanska plemena. Beseda je bila izpeljana iz Alemani. Uporabila sta jo Edward Gibbon v svojem delu Vzpon in padec Rimskega cesarstva in anonimni zbiratelj zapisov Nicolasa Fréreta, izdanih leta 1753, ki je zapisal, da je to bilo ime tistih zunaj, ki so sebe imenovali Svebi. Ta etimologija je bila uveljavljena.
Walafrid Strabo, menih v samostanu svetega Galna, je v 9. stoletju zapisal, da so tujci ljudi v Švici in okoliških regijah imenovali Alemani, sami sebe pa so imenovali Svebi. Če je bilo tako v 9. stoletju, ne pomeni, da je bili tako tudi 4. stoletju. Skratka, ne vemo, kdo je to ime uporabljal in kdaj.

### Prva omemba
Alemane je prvič omenil Kasij Dion, ko je opisoval pohod cesarja Karakale leta 213. V tem  času so verjetno živeli ob reki Majni južno od Hatov.
Kasij Dion (78.13.4 ) opisuje Alemane kot žrtve izdajalskega cesarja. Prosili so ga za pomoč, pravi Dion, a je namesto tega njihovo ozemlje koloniziral, spremenil imena krajev in pobil njihove bojevnike kot izgovor za prihajajočo pomoč. Ko je zbolel, je trdil, da so ga Alemani začarali.
Za kazen je Karakala s Trajanovo drugo legijo napadel Alemane, jih premagal in nekaj časa so mirovali. Legija je bila za nagrado imenovana Germanica. V delu Historia Augusta v Življenju Antonina Karakale piše (10.5), da je Karakala takrat prevzel ime Alemannicus. Helvij Pertinaks se je šalil, da bi se moral imenovati Geticus Maximus, ker je leto prej ubil svojega polbrata Geto. Geta ni bil v dobrih odnosih s Karakalom, zato ga je povabil na družinsko srečanje, a ga je v zasedi napadla Karakalova vojska. Umrl je na rokah matere Julije. Karakala je zapustil Rim in se ni nikoli vrnil. Odšel je na mejo, kjer je bil v svoji kratki vladavini poznan po nepredvidljivih in neutemeljenih napadih, ki jih je začenjal kot presenečenje po mirnih pogajanjih. Alemani so bili sprva nevtralni, a so zaradi Karakale postali  neizprosni sovražniki Rima.
Ta obojestranska nasprotujoča zveza je najbrž razlog, da so rimski pisci dosledno Alemane imenovali barbari, tj. "divjaki". Arheološke najdbe kažejo, da so bili visoko romanizirani, da so živeli v hišah rimskega sloga in uporabljali rimske izdelke, alemanske ženske pa so spremljale rimsko modo in nosile tunike.
Večina je živela znotraj ali blizu meje Gornje Germanije. Čeprav je Dion prvi pisec, ki jih je omenil, je Amijan Marcelin že prej uporabil to ime, ko je predstavil Germane ob gornjegermanskem limesu, ko je vladal Trajan v provinci, ki je nastala okoli leta 98/99. V tem času so na meji prvič postavili utrdbe. Lesene konstrukcije prvih utrdb so bile najdene v Spodnji Germaniji in so z dendrokronologijo postavljene v leto 99/100. Kmalu zatem je Trajan pred svojo smrtjo za svojega naslednika izbral Nervo. Do leta 100 se je Trajan vrnil v Rim kot cesar, namesto da bi postal konzul.
Amijan navaja (xvii.1.11), da je precej pozneje cesar Julijan Odpadnik začel kazenski pohod proti Alemanom, ki so do tedaj že prišli v Alzacijo in prečkali Majno (lat. Menus).

### Ozadje
Po Amijanu Marcelinu je bil naslednji geograf južne Nemčije Klavdij Ptolemaj. Okoli leta 150 je napisal delo Geografija v grščini, to je okoli pol stoletja po Dionu in stoletje prej, ko naj bi Alemani prečkali rimski limes. Ptolemaj Alemanov ne omenja. V njegovem delu so navedeni z drugimi imeni.
Ne glede na to so po njem mogoče neke ugotovitve. Gornja Germanija je enostavno prepoznana. Če spremljamo reko Ren, pridemo do mesta Mattiacum, ki je moralo biti na meji rimske Germanije (v bližini Wiesbadna). Navzgor in med Renom in Abnobo (v Schwarzwaldu) so Ingrioni, Intuergi, Vangioni, Karitni in Vispi, nekateri od zgodnjega začetka cesarstva ali prej. Na drugi strani, severno od Schwarzwalda, so bili Kati tam, kjer je danes Hessen ob spodnji Majni.
Zgodovinska Švabska je bila nadomeščena z današnjim Baden-Württembergom. Bila je najpomembnejše ozemlje srednjeveške Alemanije, saj je vključevala Gornjo Germanijo in ozemlje vzhodno do Bavarske, ne pa zgornje Majne, kjer se je vojskoval Karakala. Ozemlje Gornje Germanije  prvotno ni bilo del alemanskih posesti. Ljudstev na območju od zgornje Majne na severu, Donave na jugu in vzhodno do Češke, kjer so bili Kvadi in Markomani, Ptolemaj ne omenja. Tam so bili Tubanti južno od Hatov in na drugem koncu Schwarzwalda Varisti, kar je znano. Mogoč razlog za tako razdelitev je, da ljudje niso živeli v gozdu, če ni bilo nevarnosti. Območje med gozdom in Donavo je imelo le okoli deset naselij ali kantonov.
Ptolemajev pogled na Germane kaže, da je plemenska ureditev v Črnem gozdu (Schwarzwaldu) izgubljala svojo moč in bila zamenjana s kantoni. Plemena so ostala v rimski provinci, ker so jim Rimljani zagotavljali zanesljivost.

### Alemani in Hermunduri
Naslednji podroben vir je Tacitova knjiga o Germanih, včasih njena razlaga povzroča težave. V 42. poglavju se pojavijo Hermunduri, pleme, ki je bilo gotovo naseljeno na območju, ki je pozneje postalo Turingija. Tacit navaja, da so trgovali z Retijo, ki pri Ptolomeju leži čez Donavo na drugi strani Gornje Germanije. Logično je, da so se Hermunduri razširili čez poznejšo Švabsko in da Alemani izvirajo iz Hermundurov.
Ptolomej jih ne omenja. Po Ptolemajevem obdobju se Hermunduri v vojnah proti cesarstvu od leta 166 do 180 pridružijo Markomanom. Pozorno branje Tacita omogoča rešitev. Pravi, da je izvir Labe med območjem Hermudurov nekje na vzhodu gornje Majne. Umešča jih poleg Naristov (Varistov), katerih območje je ob koncu antičnega Črnega gozda dobro poznano, in Markomanov ter Kvadov. Hermunduri so bili premagani v markomanskih vojnah in so sklenili mir z Rimom. Alemani torej niso bili Hermunduri, a so nekatere njihove značilnosti ostale pri mešanju ljudi v tistem obdobju, ko so postali Alemani.

### Širitev germanskih plemen pod Ariovistom
Izraz Svebi ima v virih dvojen pomen. Na eni strani Tacit v 38. in 39. poglavju piše, da zavzemajo več kot polovico Germanije, imeli so posebne frizure in bili duhovno združeni okoli Semnona. Svebi zgornje Donave pa so opisani kot pleme.
Julij Cezar v Komentarjih o galski vojni pravi (1.51), da je Ariovist zbral vojsko iz širše regije Germanije, še posebej Harude, Markomane, Triboce, Vangione, Nemete in Seduse. Svebe so povabili, da se jim pridružijo. Živeli so v 100 kantonih (4.1), v katerih so v vsako leto izbrali 1000 mladeničev za vojsko, ki se je lahko primerjala z rimsko profesionalno vojsko.
Ariovist je sodeloval pri vdoru v Galijo, ki so jo Germani hoteli naseliti. Ker so želeli zavzeti strateško pomembno mesto Vesontio, so svoje sile zbrali ob Renu blizu Bodenskega jezera. Ko so prišli Svebi, je prečkal reko. Galci so poklicali Rim na pomoč. Cezar je najprej zavzel mesto in porazil Germane ter pobil večino germanskih vojakov, ko so poskušali pobegniti čez reko.
Kot je Cezar predvidel, so se Treveri poskušali pridružiti Germanom. Prečkal je Ren in jih prehitel, kar je bila uspešna strategija. Zaradi hudega poraza v bitki pri Vesontiu so se Germani zatekli v Črni gozd in se pomešali z lokalnim prebivalstvom. Ker so zapustili svoje plemenske domove, so verjetno zavzeli nekdanje keltske kantone vzdolž Donave.
Bližnji zavezniki Alemanov so bili vzhodnogermanski Svebi (od tod Švabska). Hermunduri so najbrž pripadali Svebom, tako da so se okrepljena nova plemena premaknila na zahod. V zgodnjem obdobju sta bili imeni Alemani in Svebi sinonima, čeprav je del Svebov pozneje prebegnil v Hispanijo, kjer so ustanovili neodvisno kraljestvo, ki je živelo do 6. stoletja.

## Spopadi z Rimskim cesarstvom
Alemani so se stalno spopadali z Rimskim cesarstvom. Leta 268 so odšli na velik pohod v Galijo in severno Italijo. Rimljani so bili prisiljeni zbrati veliko vojakov z germanske meje kot odgovor na vdor Gotov z vzhoda. Njihovi napadi na tri območja Galije so bili zelo hudi: Grgur iz Toursa (umrl 594) se spominja njihove uničujoče moči v obdobju Valerijana in Galijena (253–260), ko so se Alemani združili pod kraljem Krokusom, ki je po nasvetu svoje pokvarjene matere po legendi opustošil celo Galijo in uničil vse templje, ki so bili zgrajeni v antiki. Nato je prišel v Clermont, ki ga je zažgal, porušil in uničil oltar, imenovan Vasso Galatae v galščini, ter mučil mnoge kristjane (Historia Francorum, knjiga I, 32–34).
Na začetku poletja leta 268 je rimski cesar Galien ohranil prednost v Italiji, nato pa se je ukvarjal z Goti. Ko se je gotski pohod septembra končal z rimsko zmago v bitki pri Nišu (Naisusu), se je Galienov dedič Klavdij II. Gotski obrnil proti severu, da bi se spoprijel z Alemani, ki so pustošili po vsej Italiji severno od reke Pad.
Ko so propadli poskusi mirnega umika, je Klavdij v oktobru prisilil Alemane v bitko pri jezeru Benacus (Gardsko jezero). Alemani so se bili prisiljeni vrniti v Germanijo in še mnogo let niso več zastraševali rimskega ozemlja.
Njihova najslavnejša bitka proti Rimu je bila v Argentoratumu (Strasbourg) leta 357, kjer jih je premagal Julijan Odpadnik (pozneje rimski cesar), njihov kralj Kondomar pa je postal rimski zapornik.
2. januarja 366 so Alemani v velikem številu spet prečkali tedaj zaledeneli Ren, da bi napadli galske province, a jih je tokrat premagal Valentinijan I.
V velikem napadu leta 406 so Alemani prečkali Ren zadnjič, tokrat osvojili in naselili območje današnje Alzacije in velik del Švice. O tem poroča Fredegarjeva kronika. Pri Albi Augusti je bilo uničenje tako popolno, da se je krščanski škof umaknil v Viviers. Po Grgurjevem poročilu o Mendi v Lozèri, ki je bila globoko v srcu Galije, se je škof Privatus moral žrtvovati za idole v isti votlini, v kateri je bil pozneje občudovan. Menijo, da ta podrobnost v književnem delu le prikriva grozo barbarskega nasilja.

## Seznam bitk med Alemani in Rimljani
- leto 259 – Bitka pri Mediolanumu – Rimljani pod vodstvom Galiena premagajo Alemane
- leto 268 – Bitka pri jezeru Benacus (danes Gardsko jezero) – Rimljani pod vodstvom Klavdija II. premagajo Alemane
- leto 271:
  - Bitka pri Placentiji – cesarja Avrelijana so premagale alemanske sile pri vpadu v Italijo
  - bitka pri Fanu – Avrelijan je premagal Alemane, ki so se začeli umikati iz Italije
  - Bitka pri Paviji – Avrelijan je uničil alemansko vojsko pri umiku
- leto 298:
  - Bitka pri Lingonesu – Cezar Konstancij Klor je premagal Alemane
  - Bitka pri Vindonissi – Konstancij je ponovno premagal Alemane
- leto 356:
- Obleganje Autuna - Julijan Odpadnik premaga Alemane
- Bitka pri Durocortorumu (Reimsu) – Cezarja Julijana Odpadnika so premagali Alemani
- Bitka pri Brumathu – Cezar Julijana Odpadnik premaga Alemane
- Obleganje Senona – Julijan je premagal Alemane
- leto 357 – Bitka pri Strasbourgu – Julijan je premagal Alemane
- leto 368 – Bitka pri Soliciniumu – Rimljani in cesar Valentinijan I. so premagali Alemane na svojem drugem pohodu
- leto 378 – Bitka pri Argentovariji – zahodni cesar Gracijan je še enkrat premagal Alemane
- leto 457 - Bitka pri Campi Cannini - rimski častnik Burco v imenu cesarja Majorijana premaga alemanske sile

## Alemani in Franki
Kraljestvo (ali vojvodstvo) Alemanijo med Strasbourgom in Augsburgom je leta 496 premagal Klodvik I. v bitki pri Tolbiacu. Vojna Klodvika proti Alemanom pomeni začetek Klodvikovega pokristjanjevanja, kar opisuje Gregor Tourski (knjiga II, 31). Za tem so Alemani postali del frankovske države.
Leta 746 je Karel Veliki zatrl upor tako, da je pobil vse alemansko plemstvo na krvavem sodišču v Cannstattu. V naslednjem stoletju so Alemaniji vladali vojvode. Z verdunsko pogodbo iz leta 843 je Alemanija postala provinca vzhodnega kraljestva Ludvika II., predhodnice Svetega rimskega cesarstva. Vojvodstvo se je obdržalo do leta 1268.

### Alemanija pod Merovingi in Karolingi
Alemanija je imela v frankovskem cesarstvu okrepljen samostojni status kot vojvodina na območju, ki se je verjetno  ujemalo s poznejšo vojvodino Švabsko. Alzacija, ki je bila večinoma samostojna vojvodina, ni bila del Alemanije. Poudarek frankovske vojvodine Alemanije je bil na območju južno od Rena in v okolici Bodenskega jezera. Vojvode so bili še vedno iz alemanskih družin in niso vedno tekmovali s frankovskimi plemiči. Alemanski vojvoda je na primer skupaj s frankovskim majordomom ustanovil samostan Reichenau. Sorazmerno samostojni vojvode frankovskega cesarstva so pogosto poskušali postati frankovski kralji. Na krvavem sodišču v Cannstattu je bil leta 746 upor dokončno zatrt: vojvodina Alemanija je bila neposredno pod nadzorom Frankov. Tako je naslov alemanski vojvoda za dolgo časa izginil. Cesar Ludvik Pobožni je s svojim sinom Karlom II. med letoma 829 in 838 ustvaril kraljestvo Alemanija.
V 7. stoletju ljudje višjega sloja niso več pokopavali mrtvih v številna grobišča, ampak na območju dvorca. Za to obdobje so značilni kamniti škatlasti grobovi. S pokristjanjevanjem v začetku 8. stoletja so bila številna pokopališča popolnoma opuščena, nastala pa so nova okoli cerkev. Posledica je pomanjkanje prvotnih virov o Alemanih.
V 10. stoletju je bilo ustanovljeno vzhodnofrankovsko/nemško vojvodstvo Alemanija. Tudi ta vojvodina je bila omejena. Po investiturnem boju je bila vojvodina leta 1079 razdeljena. Thurgau, Schwarzwald, Breisgau in Ortenau so ostali pod prevlado Zähringerjev. Ime vojvodina Alemanija je zdaj izginilo, uveljavilo se je ime Švabska vojvodina. Staro ime uporabljajo le zgodovinarji.
Sporna območja so bila še vedno Alzacija, Aargau, sosednji vojvodini Lorena in Burgundija.

## Pokristjanjevanje
Pokristjanjevanje Alemanov se je začelo v obdobju Merovingov (od 6. do 8. stoletja). Virov je zelo malo. Sredi 6. stoletja je bizantinski kronist Agatij iz Mirine v povezavi z vojnami med Goti in Franki proti Bizancu zapisal, da so se Alemani borili med borci frankovskega kralja Teodebalda in so jim bili povsem enaki, razen v religiji, saj so:
oboževali drevje, reke, griče, kot da so bogovi, sekali glave konjem in kravam ter drugim živalim, kot da je to sveti običaj.
Prav tako piše o  nemilosti med Alemani zaradi uničevanja krščanskih svetišč in ropanja cerkev, medtem ko so pravi Franki ta svetišča spoštovali. Agatij izraža upanje, da bodo Alemani usvojili boljše navade, ko bodo dalj časa v stiku s Franki, kar se je tudi zgodilo.
Alemani so imeli dva pridigarja, to sta bila sveti Kolumban in njegov učenec sveti Galen. Jona iz Bobbia je zapisal, da je bil Kolumban dejaven v Bregenzu, kjer je preprečil žrtvovanje Odinu. Kljub temu so Alemani še kar nekaj časa nadaljevali svoj poganski kult z zunanjimi ali sinkretističnimi krščanskimi prvinami; niso spremenili načina pokopov, v merovinškem obdobju so še naprej delali grobove vojakov v obliki gomil. Sinkretizem s tradicionalnim germanskim živalskim slogom s krščanskimi simboli je bil še vedno značilen, tudi v umetnosti. Krščanski simboli so začeli prevladovati v 7. stoletju. Alemani so krščanstvo prevzeli postopno in na lastno željo.

### Od okoli leta 520 do 620
Ohranjena je vrsta zapisov alemanskega starešine Futarka od okoli 520-ih do 620-ih, okoli 80 primerov, skoraj polovica je fibul, zaponke (pforzenska zaponka, zaponka iz Bulacha) in drugi dragulji in deli orožja. Uporaba run se je manjšala z napredovanjem krščanstva. Ustanovitev škofije v Konstanci ni točno datirana, verjetno jo je Kolumban zavzel pred letom 612. Vsekakor je obstajala leta 635, ko je Gunzo postavil Ivana iz Graba za škofa. Konstanza je bila misijonarska škofija v novo pokristjanjeni državi in se ni ozirala na poznejšo rimsko zgodovino cerkve (drugače od retijske škofije v Churu, ustanovljene leta 451), Basel pa je bil sedež škofije od leta 740, na katerem so se vrstili škofje iz kolonije Avgusta Raurica. Ustanovitev cerkve kot institucije je vidna v pravni zgodovini. V zgodnjem 7. stoletju Pactus Alamannorum komaj omenja posebne privilegije cerkve, medtem ko ima Lantfridov Lex Alamannorum iz leta 720 celo poglavje namenjeno cerkvenim zadevam.

## Sodobni Alemani
Alemanija je izgubila pravno identiteto, ko jo je zgodaj v 8. stoletju Karel Martel priključil  frankovskemu cesarstvu. Danes je alemanščina  jezikovni izraz kot alemanska nemščina skupaj z narečji dveh tretjin južnega Baden-Württemberga (Nemčija), na zahodu Bavarske (Nemčija), v Vorarlbergu (Avstrija), švicarska nemščina v Švici in alzaščina v Alzaciji (Francija).
V nekaterih sodobnih romanskih jezikih  Nemčija in nemške besede temeljijo na Alemanih: v španščini je ime za Nemčijo Alemania, jezik pa alemán; v portugalščini je Nemčija  Alemanha in jezik alemão; v francoščini je Alemagne in alemand.